# Facultad de Matemáticas (Universidad de Sevilla)
La Facultad de Matemáticas de la Universidad de Sevilla se encuentra ubicada en la Avenida de Reina Mercedes, en el centro del Campus Universitario de Reina Mercedes, en un entorno en el que, entre zonas de aparcamientos y jardines, además de esta facultad, se encuentran las Facultades de Física, Biología, Químicas y Farmacia. Por ello, también es conocido como el Campus Científico de Reina Mercedes, en el que conviven profesores y estudiantes de las distintas ramas de la ciencia.
En la actualidad alberga seis departamentos:
- El departamento de álgebra.[3]
- El departamento de análisis matemático.[4]
- El departamento de ciencias de la computación e inteligencia artificial.[5]
- El departamento de ecuaciones diferenciales y análisis numérico.[6]
- El departamento de estadística e investigación operativa.[7]
- El departamento de geometría y topología.[8]

## Historia
La facultad se construyó de la mano del arquitecto D. Alejandro de la Sota Martínez, y fue inaugurada en  el año 1972.

## Instalaciones
Los espacios docentes se distribuyen entre el edificio de la facultad, también llamado Edificio Central, y el módulo H de la Escuela Técnica Superior de Ingeniería Informática
Amplias aulas tipo anfiteatro en el Edificio Central y tipo horizontal de asientos fijos en el módulo H  del Edificio Blanco, adecuadamente equipadas con video-proyector, retro-proyector y pizarra, lo que permite incorporar las nuevas metodologías docentes y las nuevas tecnologías de la información, en la línea marcada por el Espacio Europeo de Educación Superior.
Este equipamiento docente se complementa con cinco laboratorios de informática, equipados con 20 puestos de trabajo con acceso a Internet, más el del profesor, video-proyector y retro-proyector en los que se imparten la docencia práctica, con horario reservado a prácticas libres de los estudiantes. A estos laboratorios se le suma un Laboratorio de Encuestas en el que los alumnos de la Diplomatura de Estadística y la Licenciatura de Ciencias y Técnicas Estadísticas pueden realizar encuestas de opinión telefónicas como prácticas de algunas de las asignaturas de sus correspondientes Planes de Estudios.
Posee además un salón de actos en el que se imparten charlas divulgativas los miércoles a las 11:15h habitualmente y una cafetería en la que desayunan y almuerzan gran cantidad de alumnos y profesores.

### El Búnker y la Biblioteca
La facultad alberga bajo su construcción una sala de estudio normalmente llamada el búnker que de lunes a domingo prácticamente las 24 horas del día da espacio de estudio a hasta 200 estudiantes simultáneos. 
Aun así, en la primera planta se encuentra la biblioteca, que cuenta con más de 48 000  monografías impresas que trata sobre Álgebra, Análisis, Cálculo, Física, Informática, Química, entre otros. 
También se pueden seguir consultando en el CRAI las Tesis Doctorales que han sido expuestas en la Facultad anteriormente.
En el actual CRAI en periodos lectivos, el horario es continuado de 9h a 21h.